# José María Valls y Vicens
José María Valls y Vicens (1854-1907) fue un escritor español.

## Biografía
Nacido el 5 de febrero de 1854 en Barcelona, cursó el bachillerato en el instituto de segunda enseñanza de dicha ciudad y la carrera de Notariado y la de Derecho en la universidad literaria. Se dedicó a los estudios literarios y al negocio de la banca. En los juegos florales de Lo Rat Penat de Valencia fueron premiados sus dramas María de Montpellier y La vida moderna. Colaboró en publicación periódicas como Lo Gay Saber, La Ilustració Catalana,  La Renaixensa, La Veu del Montserrat y La Llumanera de Nova York. Valls, de inclinación catalanista, llegó a ser concejal del Ayuntamiento de Barcelona. Falleció el 26 de junio de 1907 en Barcelona. Usó el seudónimo «Joseph M. del Bosch Gelabert».

## Obras
- Mas memorias. (Cartas á un amich). Novela en prosa catalana. Barcelona, imp. "La Renaixensa", 1882. Un volumen, en 8.°, 147 páginas.[1]
- Articles critichs sobre algunas costums catalanas. Barcelona, imp. "La Renaixensa", 1883. En 4.°, 37 páginas.[1]
- Guideta. Novela de costumbres. Barcelona, imp. "La Renaixensa", 1887.[1]
- Lo segador. Novela de costumbres del pla d'Urgell. Barcelona, imp. "La Renaixensa", 1892. Un vol. en 8.°, 235 págs. con prólogo de José Piu y Soler.[1]
- L'exempla. Novela. Barcelona. Dos tomos.[1]
- Maria de Montpeller. Drama en cuatro actos y en verso. Barcelona, imp. "La Renaixensa", 1893. En 8.°. Estrenada en el teatro Romea el 3 de octubre de 1893.[1]
- La vida moderna. Drama en tres actos y en prosa. Barcelona, imp. "La Renaixensa", 1894. Un vol. en 8.°, 168 paginas.[1]